# Vefsna
Vefsna je nejdelší norská řeka v oblasti Nordland, která měří 163 km s povodím okolo 4122 km².

## Průběh toku
Protéká horskou oblastí Børgefjell a na určitém úseku tvoří přirozenou hranici mezi Norskem a Švédskem. Řeka ústí do fjordu Vefsnfjord. Protéká obcemi Hattfjelldal, Grane a Vefsn.

## Fauna
V historii byla řeka známá rybolovem lososů, ale v současnosti je řeka zamořena lososovým parazitem Gyrodactylus salaris. Na řece se nacházejí lososí peřeje Laksforsen, kde byli často pozorování skákající lososi.